# Enthésiopathie
 Mise en garde médicale
Une enthésiopathie ou enthésopathie est une inflammation d'une enthèse. Les enthèses sont les zones où s'insèrent sur les os les capsules articulaires, tendons et ligaments.
L'origine de cette pathologie peut être traumatique (par exemple accident de voiture avec coup du lapin) ou dégénératif dans le cadre de maladies articulaires chroniques évolutives ou non (du genre polyarthrite rhumatoïde ou spondylarthrite ankylosante).

## Symptôme
- Douleur au niveau de l'insertion des tendons et des ligaments, augmentée à la palpation
- Douleur au niveau de l'insertion des tendons à l'étirement
- Douleur au niveau de l'insertion des tendons à la contraction contrariée (testing)

## Traitement
- Anti-inflammatoires : mais peu efficaces

- Traitement par ondes de choc radiales :

Dans les cas non guéris spontanément et devenus chroniques, le traitement qui donne les meilleurs résultats en l'état actuel[Quand ?] des possibilités thérapeutiques[réf. nécessaire] est la technique des ondes de choc radiales appliquées avec un appareil dérivé des lithotripteurs (briseurs de calculs rénaux à ondes de choc focalisées).
On administre une fois par semaine environ 2 000 coups à + ou - 9 coups par seconde sur la zone douloureuse et le soulagement est obtenu en 5 à 20 séances selon la localisation.
Cette technique existe depuis plusieurs années mais est encore[Quand ?] peu connue, très peu de kinésithérapeutes ou de médecins étant équipés vu le coût de l'investissement (le prix d'une voiture de tourisme[réf. non conforme]), pour un traitement non remboursé par l'Assurance maladie en France.
- Traitement par ultra-sons et laser (chez un kiné, remboursé par l'Assurance Maladie).

## Types d'enthésiopathies
- Épicondylite
- Enthésite